# Охвістя
Охвістя (англ. Rump Parliament) —  назва англійського парламенту  в історичній літературі у період з 1648 до 1652 року.
Англійське слово rump зазвичай означає задній кінець тварини; його використання в сенсі «залишок» пов'язане з подіями 1648 року. Починаючи з 1649 року, термін «охвістя» вживають для позначення будь-якого парламенту, що залишився від фактично законного парламенту.
Назва виникла через Прайдову чистку Довгого парламенту 6 грудня 1648 року, коли всіх налаштованих проти армії депутатів-пресвітеріан вигнали з парламенту. Парламент-охвістя на короткий історичний період скасував монархію (17 березня 1649 року), палату лордів й започаткував республіканське правління). Олівер Кромвель, якого парламент-охвістя призначив 26 травня 1650 року головнокомандувачем збройними силами республіки («лордом-генералом»), 20 квітня 1653 року розігнав парламент.

## Відновленне Охвістя
Після смерті Олівера Кромвеля 3 вересня 1658 року його третій син Річард Кромвель вступив на посаду лорда-протектора Англії, Шотландії та Ірландії. В 1659 році він скликав Третій  парламент протекторату. Проте парламент не зміг сформувати стабільний уряд, і після семи місяців армія відсторонила його. 25 травня 1659 року Річард Кромвель через вісім місяців після вступу на посаду добровільно подав у відставку. 6 травня 1659 року Третій  парламент протекторату переформувався в парламент-охвістя. В деяких джерелах його іноді називають «відновленим охвістям».